# 卢乔·丰塔纳
卢乔·丰塔纳（Lucio Fontana，義大利語發音：[ˈluːtʃo fonˈtaːna]；1899年2月19日—1968年9月7日），阿根廷/意大利艺术家。生于阿根廷聖大非省的羅薩里奧，其父为意大利人，其母为阿根廷人。
早年在意大利度过。1905年，他返回阿根廷，直到1922年，先与其雕塑家父亲共同工作，继之独立工作。
1928年，他返回意大利，就学于米兰的布雷拉美术学院，并于1930年举行了首次展览，由米兰画廊Il Milione组织。此后的数十年间，他多次访问意大利和法国，与抽象和表现主义艺术家共事。
1940年，他返回阿根廷。1946年，他与其学生在布宜诺斯艾利斯创建阿尔塔米拉学院(Altamira academy)，发表《白宣言》，声称：“运动中的物质、颜色和声音，诸种现象，其同时的发展成就出(makes up)新艺术”。1947年回返米兰，他与其他作家和雕塑家一起支持the first manifesto of specialism。他亦于阿尔比索拉(Albisola)重拾陶艺创作。
丰塔纳最为人知的艺术贡献在于其一系列“割破的”画布。他因此成为极简主义的始祖。
1949-1950年间，丰塔纳开始刺穿其画布。“弄出一个洞来”，他评价道，“打破了画布的空间，好像在说：自此我们可以自由地做我们喜欢的了。”他视其空间观念为一种乌托邦形式，游弋于绘画或雕塑的物质限制之外。发展这一观念，他将孔洞与厚涂结块的颜料结合，认为这是一个途径，鼓励物质与空间、寻常材料与空洞之间对话。至1950年代末，他回复其早期作品的简单处理，径直割破空白画布。“割破的”画布有些是当众创作的。刺穿画布，使丰塔纳事实上打破了观者视线占据的画面，通过画布本身，通往其后的空间。丰塔纳将其视为一种唤出的无限，声称“我创造了无限的一维。”
丰塔纳虽以极简主义的刀痕画布知名，其一生的创作则涉及多种媒介、多种趣味，他在画布上挥刀直白表达，他亦留下正统的古典风格的雕塑。他曾受聘为米兰新建的法院大楼创作古典装饰。1951年-1952年，他参加米兰的多摩教堂的大门设计竞赛，与Luciano Minguzzi并列第一，惜设计并未实施。
1968年，他逝世于其家族的故乡意大利的Comabbio。

## 延伸阅读
- Mansoor, Jaleh (2016). Marshall Plan Modernism: Italian Postwar Abstraction and the Beginnings of Autonomia. Duke University Pres
- Whitfield, S., Fontana, L. and Gallery, H., 1999. Fontana. Univ of California Press.

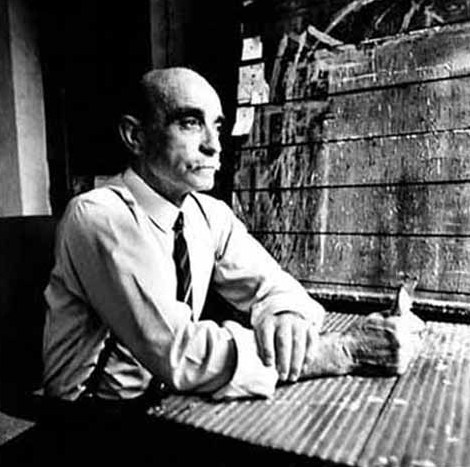
卢乔·丰塔纳

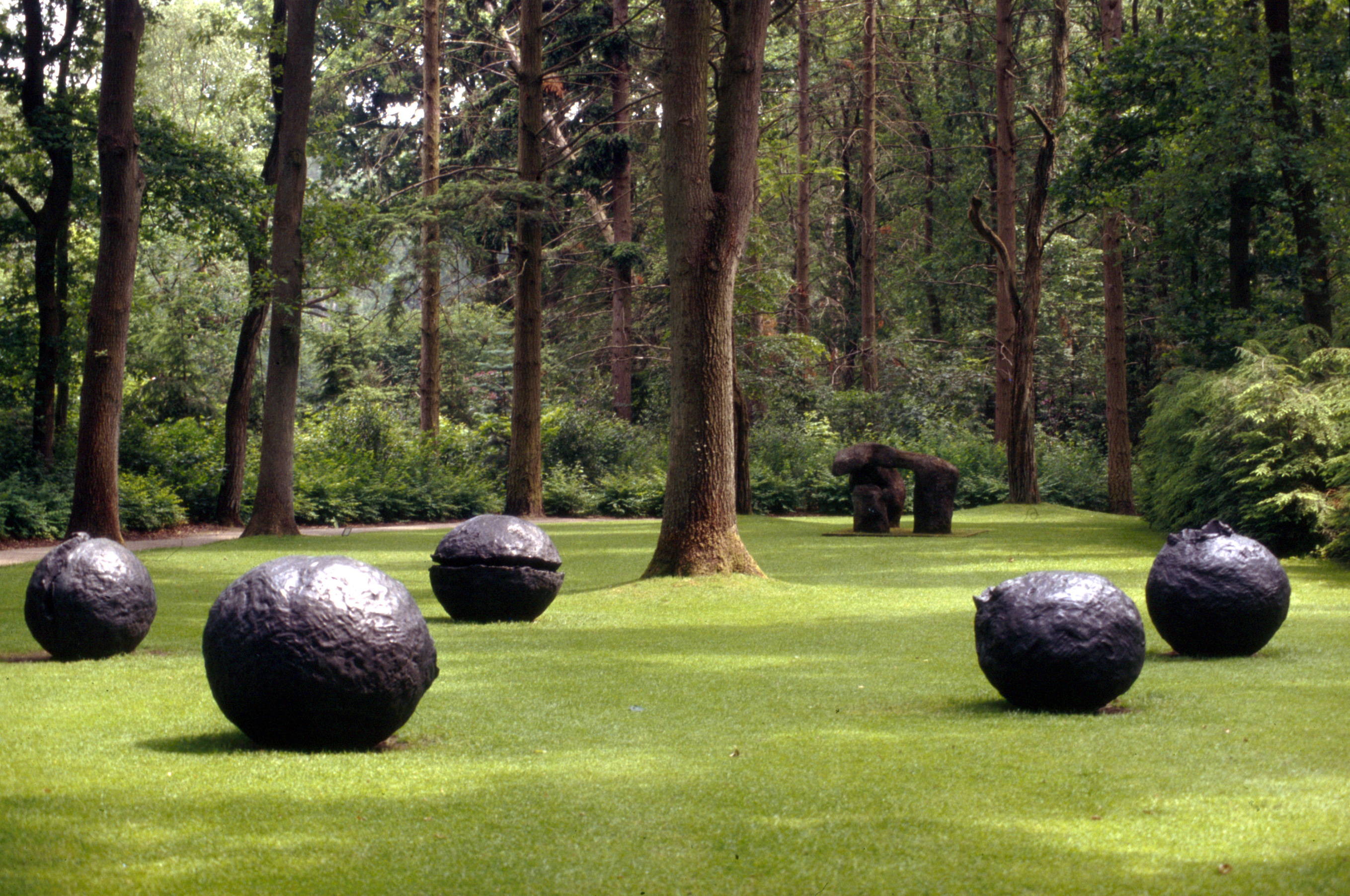

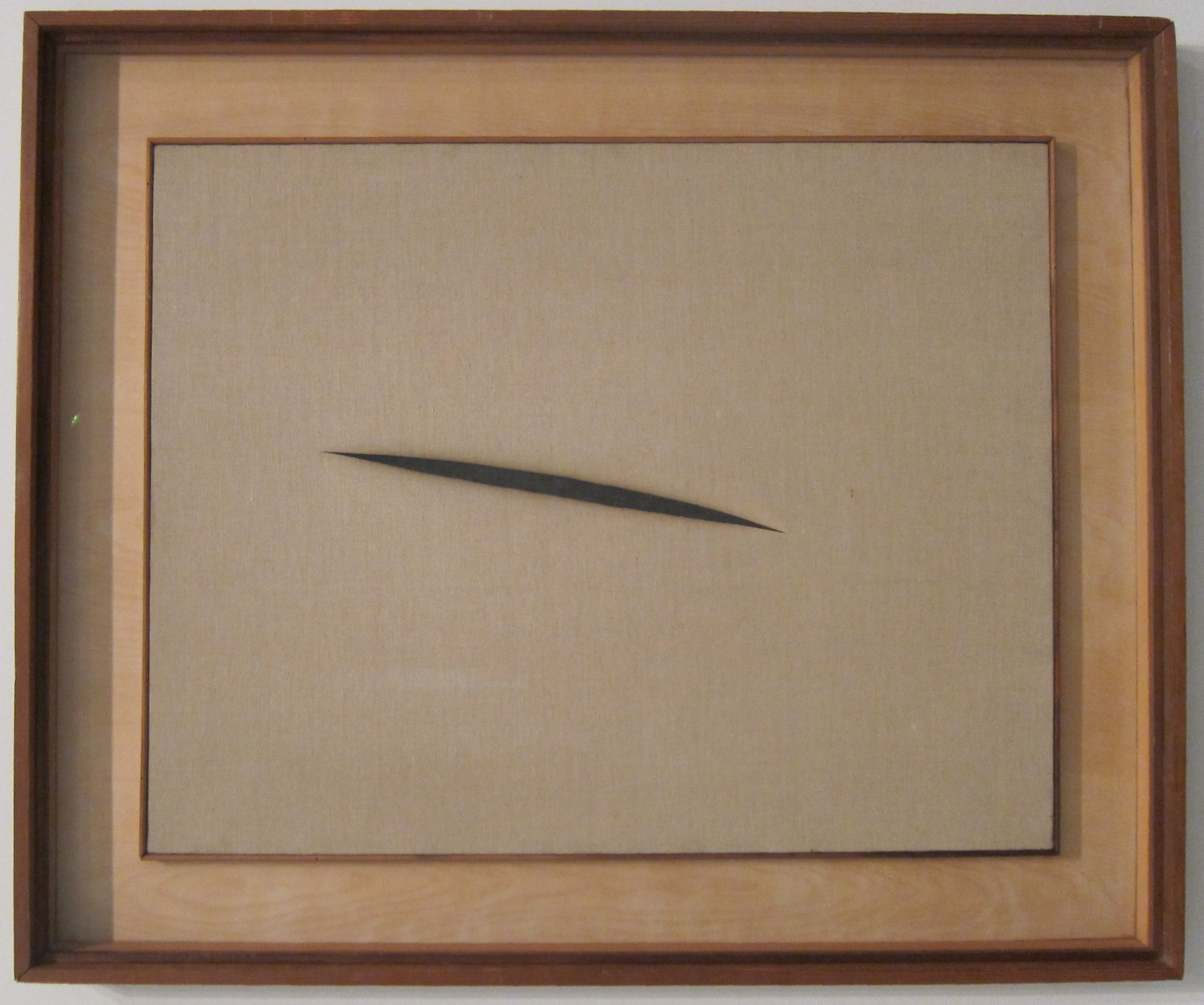
《等待》，1960年

- Gottschaller, P., 2012. Lucio Fontana: the artist's materials. Getty Publications.
- Orford, Emily-Jane Hills. (2008). The Creative Spirit: Stories of 20th Century Artists. Ottawa: Baico Publishing. ISBN 978-1-897449-18-9.